# Райявр
Райявр (от древнесаамского рай — тёмное, явр — озеро) — цирковое озеро в Ловозёрском горном массиве Кольского полуострова в Мурманской области России. Расположено в цирке у южного подножья горы Энгпорр. Высота над уровнем моря — 565 м.

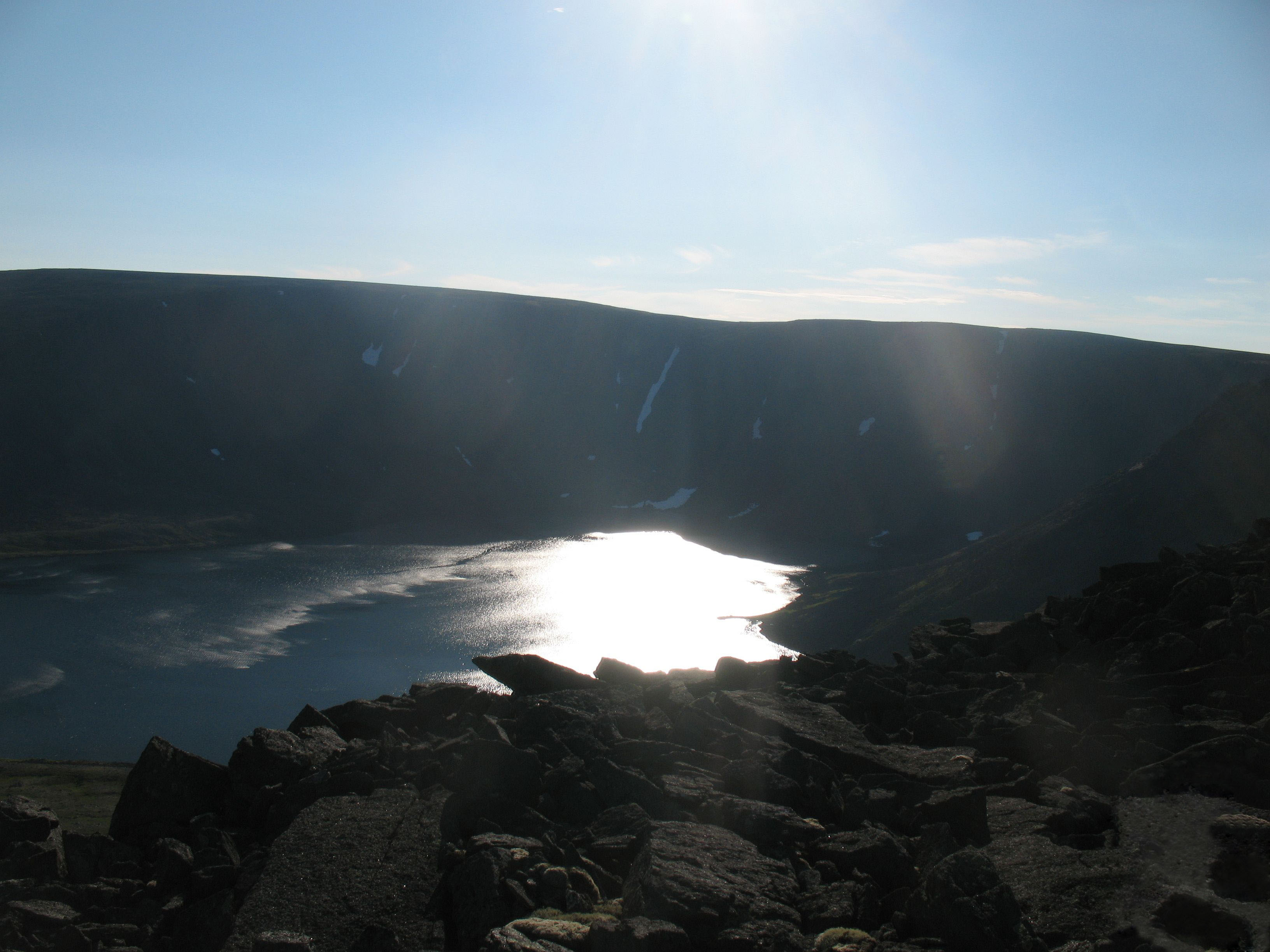
Вид на озеро Райявр с вершины Энгпорр

Горный массив Ловозёрские тундры и озера Райявр является «местом силы» древних саамов (лопарей). Высокой культурной и этнографической ценностью обладают древнесаамские сейды Ловозер.

## Местоположение
Озеро расположено в цирке Ловозёрского горного массива. Является самым крупным цирковым озером Ловозер. Из-за своего местоположения и уникального ландшафта является труднодоступным.
Из озера вытекает река Раййок, которое затем впадает в озеро Верхнее Яичное.

## Культурное значение
Озеро имеет мистическое значение для саамов. Вокруг озера встречается множество сейдов. У коренного местного населения пользуется дурной славой «нехорошего» места.
Неоднократно предпринимались экспедиции в районе ловозерских тундр и озера Райявр:
- Советская экспедиция Александра Барченко в Ловозёрские тундры
- Экспедиция Эрнста Мулдашева, в ходе которой осуществлялись поиски доказательств Гипербореи
- Экспедиция «Мурман 2010» клуба экстремального туризма Эндуротур, показавшая возможность достижения вершины Энгпор и цирка Райявр на лёгкой моторной технике[2].